# Embaixada do Japão em Lisboa
A Embaixada do Japão em Lisboa é a principal missão diplomática do Japão em Portugal, na capital Lisboa.
Atualmente, o embaixador do Japão em Lisboa é o OTA Makoto.